# Bodhgaya
Bodhgaya (Hindi बोधगया IAST Bodhgayā, mit der Bedeutung „Ort der Erleuchtung“, aus Sanskrit bodhi, „Erwachen, Erleuchtung“ und gaya, „Hausstand, Wohnsitz“) ist eine Kleinstadt etwa 96 km von Patna entfernt im nordindischen Bundesstaat Bihar. Sie liegt im Distrikt Gaya.
In der Antike hieß die Stadt Uruvela (Pali) bzw. Urubilva (Sanskrit). Sie lag im Königreich Magadha, rund 90 km südlich von Pataliputra, wo Siddhartha Gautama um das Jahr 534 v. Chr. unter einer Pappel-Feige (Bodhi-Baum) die Erleuchtung (bodhi) erlangte. In Bodhgaya befindet sich eine der heiligsten Stätten des Buddhismus, der Mahabodhi-Tempel, wo der Mahabodhi wächst, der nach der Überlieferung ein Abkömmling jenes Baumes ist. Im kleinen anliegenden Muchalinda Teich steht eine Skulptur, die Buddha auf einer Lotosblüte sitzend darstellt, überragt von einer Königskobra. Die riesigen Welse im Teich gelten als heilig.

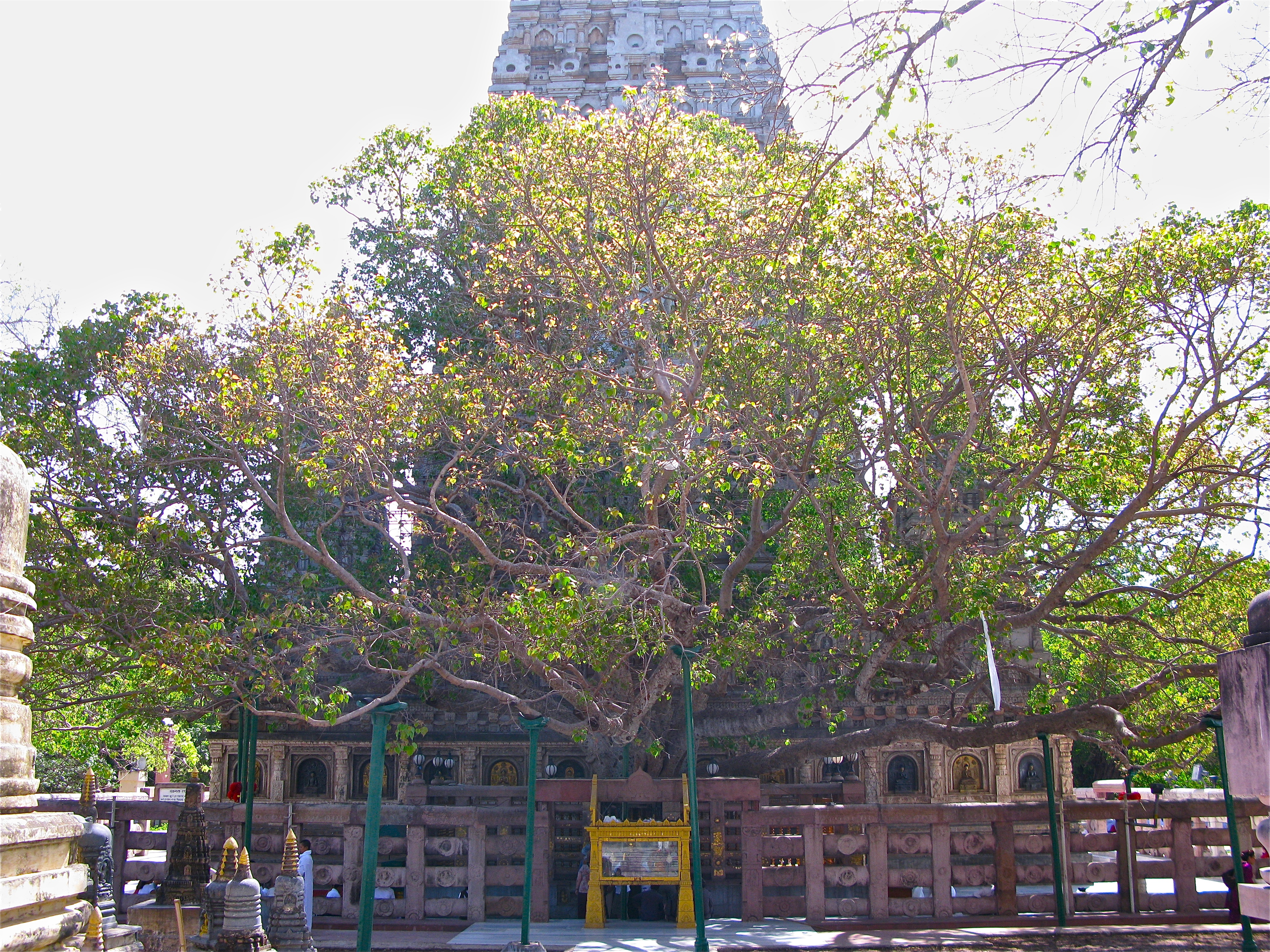
Der Mahabodhi in Bodhgaya

Auffassungen des Mahayana-Buddhismus zufolge sollen im aktuellen Weltzeitalter (Kalpa) 1000 Buddhas erscheinen, die alle in Bodhgaya Erleuchtung erlangen. Der historische Buddha Shakyamuni war der 4. Buddha in dieser Reihe. Bodhgaya wird im Mahayana-Buddhismus auch Vajrasana, der „Diamantene Thron“ genannt.
Bodhgaya ist seit 1953 ein internationales buddhistisches Pilgerzentrum. Buddhisten aus Sri Lanka, Bangladesch, Thailand, Burma, Tibet, Bhutan, Vietnam, Taiwan, Korea und Japan errichteten in Bodhgaya bisher 45 Klöster und Tempel. Eine riesengroße Statue des Buddha in Meditationshaltung und lebensgroße Statuen seiner Schüler (aufrecht stehend) aus grauem Stein befinden sich ebenfalls in Bodhgaya. Die Statue wurde im Jahr 1989 vom Dalai Lama enthüllt. 2002 wurde der Ort in die Liste des Weltkulturerbes der UNESCO aufgenommen.
1964 gründete der muslimische Gelehrte Mawlānā Muhammad Schahīr ad-Dīn in der Nähe des Mahabodhi-Tempels die islamische Schule Madrasat Diyāʾ al-ʿUlūm, die zur Bewegung der Deobandis gehört. Sie war ursprünglich in einer kleinen Moschee untergebracht, wurde aber in den 1980er Jahren auf einem Grundstück, das ursprünglich für touristische Zwecke vorgesehen war, erweitert. 2002 hatte die Schule ungefähr 154 Studenten, zehn Lehrer und sechs weitere Angestellte.
Am 7. Juli 2013 explodierten nach Drohungen islamistischer Gruppen mehrere Bomben mit geringer Sprengkraft auf dem Gelände des Mahabodhi-Tempels.
In der Nähe der Stadt befindet sich der Flughafen von Gaya.